# Emissione

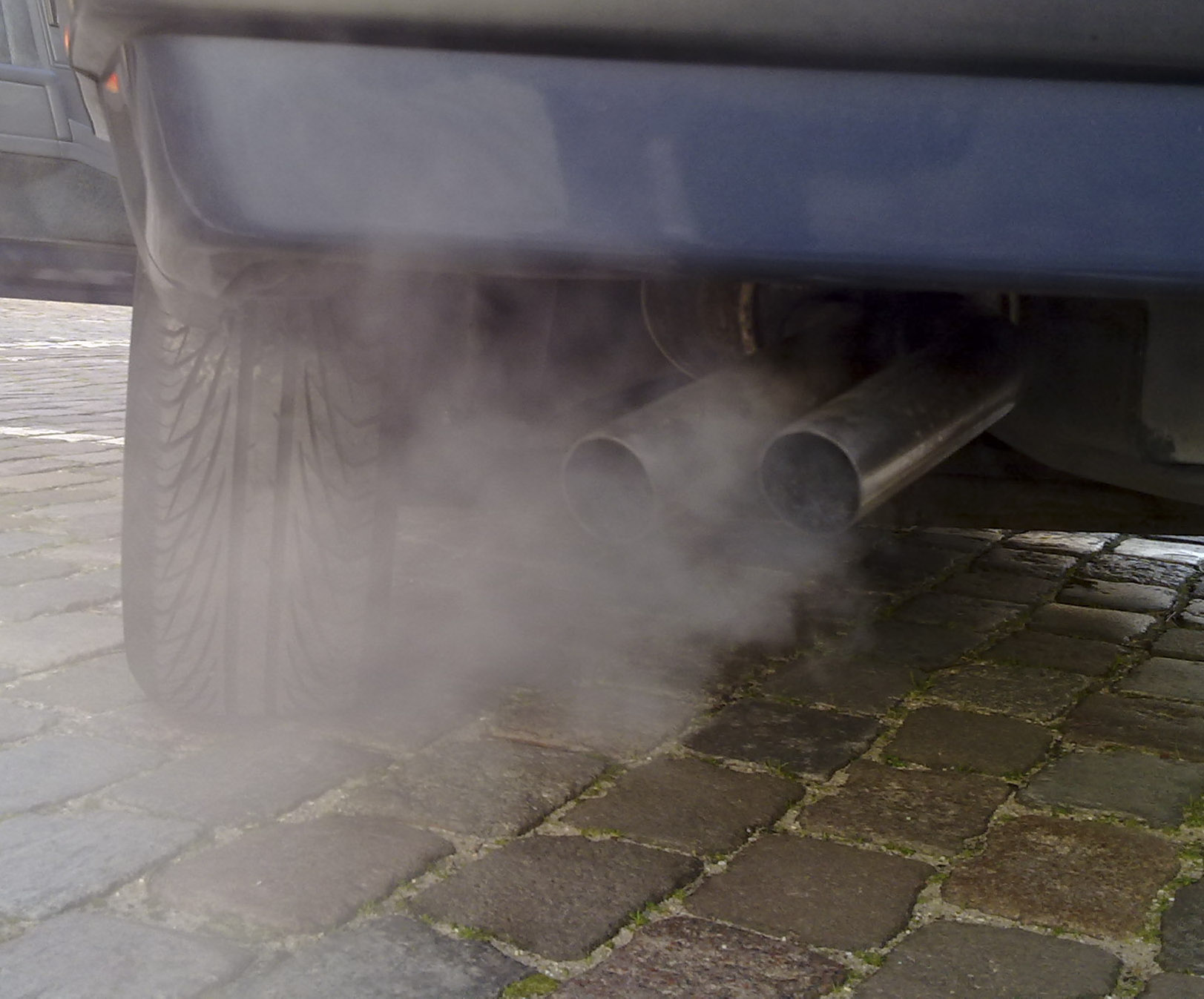
Emissioni gassose (gas esausti) prodotte da un autoveicolo.

Dal punto di vista ambientale, un'emissione è una qualsiasi sostanza solida, liquida o gassosa introdotta nell'atmosfera che possa causare inquinamento atmosferico.
Nel caso di emissioni solide sotto forma di polveri finissime, queste vanno ad incrementare la percentuale di particolato presenti nell'aria, con possibili conseguenze sulla salute umana.

## Origini
Le emissioni possono derivare da lavorazioni industriali (ad esempio impianti chimici) oppure da attività umane svolte quotidianamente (ad esempio gas di scarico degli autoveicoli), ma anche da eventi naturali (ad esempio erosione di rocce oppure eruzioni vulcaniche).

## Controllo delle emissioni
Nel caso di emissioni che provengano da attività umane, il controllo delle emissioni può essere svolto predisponendo degli impianti di separazione, che hanno il compito di abbattere la concentrazione di inquinanti nelle emissioni (un esempio nel caso dei gas di scarico è il filtro attivo antiparticolato).